# Joan Almondová
Joan Almondová, nepřechýleně Almond, rozená Joan Harwood Elkins (3. června 1935 Los Angeles – 28. srpna 2021 tamtéž) byla americká fotografka. Od roku 1987 vystavovala svá díla především v Severní Americe.

## Kariéra
Joan Almondová se během své kariéry zaměřovala nejen na technickou dokonalost svých fotografií, ale také na hlubší porozumění kulturám, které dokumentovala. Její filozofií bylo nejprve pochopit prostředí, kde pracovala, a vytvořit důvěru mezi sebou a subjekty fotografií. Tento přístup jí umožnil zachytit jedinečné a intimní momenty, které by jinak mohly být pro fotografa nedosažitelné. Jak sama poznamenala, její status ženy jí poskytl přístup do ženských prostor, kam mužští fotografové neměli povolení vstoupit, což vedlo ke vzniku autentických fotografií zachycují život těchto komunit.
Almondová pracovala jako fotografka pro divadelní hru 3 Plays of Love & Hate Johna Cassavetese a podílela se na řadě dalších jeho projektů, na nichž spolupracoval její bratr Bo Harwood. Almondová byla rovněž archivní fotografkou pro knihu a film Charlese Kiseljaka A Constant Forge (2000), který se zaměřoval na hru 3 Plays of Love & Hate a na život Johna Cassavetese.

### Výstava Jerusalem: The Gathering of Nations
Její první významná výstava černobílých fotografií nesla název Jerusalem: The Gathering of Nations (1987) a byla představena v Saidye Bronfman Centre v Montréalu. Vystavené fotografie byly vybrány z více než 10 000 snímků (černobílých i barevných), které Almondová pořídila během fotografické zakázky pro architekta Moše Safdieho na knihu The Harvard Jerusalem Studio. Safdie vedl tým jako součást rozsáhlého urbanistického projektu v Jeruzalémě a přibližně 150 fotografií od Almondové bylo použito jako ilustrace této knihy.

### Spolupráce s Kanadskou národní galerií
V roce 1998 zakoupila Kanadská národní galerie v Ottawě osm platinových a palladiových fotografií Joan Almondové, mezi nimi například Shadows and Shoes (Tinehir, Maroko, 1985), A Room of Her Own (Darman, Indie, 1996) nebo Cool Passage (Farafra, Egypt, 1987). Tyto tisky byly následně prezentovány na výstavě In Platinum (1999) v Kanadském muzeu současné fotografie spolu se sedmi dalšími umělci: Ginette Bouchardovou, Patrickem Close, Tony Hauserem, Stephenem Livickem, Bruce Monkem, Geraldem Pisarzowským a Elizabeth Siegfriedovou. Výstava se později stala putovní a v roce 2002 byla představena například v The Station Gallery ve Whitby v Ontariu.

### Kolekce Le Passé Dans le Present
Kolekce černobílých fotografií Joan Almondové s názvem Le Passé Dans le Present (1999) byla představena v Galerii Mistral v Montréalu. Tato kolekce reprezentovala více než dvacet let její fotografické práce, při níž dokumentovala své cesty a zkoumala různorodé kultury a prostředí. V článku pro The Gazette Henry Lehmann poznamenal, že některé její fotografie záměrně postrádají hloubku, čímž transformují realitu do geometrické abstrakce. Jiné se ponořují do hlubších vrstev vesmíru, avšak všechny vytvářejí charakteristický vzorový efekt.

### Kniha Joan Almond: The Past in the Present
Kniha Joan Almond: The Past in the Present (2002) obsahuje výběr fotografií z let 1976 až 1996. Tato kolekce zahrnuje snímky, které Almondová pořídila během svých cest do Maroka, Alžírska, Jeruzaléma, Egypta a Indie. Prostřednictvím svých fotografií dokumentovala nejen život v těchto zemích, ale snažila se zachytit i mizející způsoby života a estetiku kultur, které se vytrácí s postupující modernizací. Susan Scafati v článku pro Women in Photography napsala:
| „ | Její snímky se dohromady čtou spíše jako deník, naplněný vizemi osobních setkání a soukromých životů. Prostřednictvím její trpělivé snahy o zachycení přirozených okamžiků se odhaluje intimita, která stírá hranice mezi outsiderem a domorodcem. | “ |

Po teroristických útocích 11. září 2001 cítila Almondová ještě větší potřebu vyjádřit svůj pohled na život obyvatel arabského světa tak, jak jej sama viděla, což často kontrastovalo se stereotypy šířenými médii. Ve své knize prohlásila:
| „ | Snažila jsem se zdokumentovat minulost v přítomnosti a zachytit způsob života, který rychle mizí z našeho konzumně orientovaného světa. | “ |

## Vybrané výstavy
- Jerusalem: The Gathering of Nations, Saidye Bronfman Centre, Montréal, Kanada (1987)
- Armenians of the Holy Land, Arménské kulturní centrum Tekeyan, Montréal, Kanada (1988)[9]
- Joan Almond: In Platinum/Palladium, Rose Gallery v Bergamot Station Arts Centre, Santa Monica, USA (1997)[10]
- 2000 PLATINUM, Kanadská národní galerie – Kanadské muzeum současné fotografie, Ottawa, Kanada (1999)
- The Past in the Present (Le Passé Dans le Present), platinové tisky, Mistral Gallery (Galerie Mistral), Montréal, Kanada (1999)[8]
- Platinum/Platine, The Station Gallery, Whitby, Ontario, Kanada (2002)[3]
- The Past in the Present, June Bateman Gallery, New York City, USA (2003)[11]
- The Noble Metals: Platinum & Palladium, Mezinárodní fotografická síň slávy a muzeum, Oklahoma City, USA (2005)[11]

## Soukromý život
Joan Almondová byla dcerou Bena Harwooda a Jeanne Yourellové. Studovala fotografii na UCLA, kde získala základy svého fotografického umění. V roce 1954 se provdala za George Elkinse Jr., se kterým vychovala čtyři děti. Společně vytvořili domov v Brentwoodu a později na pláži v Malibu. George zemřel v roce 1969. V roce 1975 se Joan setkala s Paulem Almondem, renomovaným kanadským filmařem, s nímž uzavřela druhé manželství a strávila 39 let až do jeho smrti v roce 2015.
Joan se věnovala zahradničení, které pro ni mělo nejen praktický, ale i symbolický význam spojený s radostí, přijetím a svobodou. Hodnoty, jež jí předaly matka a babička, se odrážely v blízkých vztazích s jejími dětmi, vnoučaty a pravnoučaty. Rodinné tradice, oslavy a setkání, které pořádala, se konaly na různých místech, včetně Malibu, Montréalu a Shigawake.